# Habranthus mexicanus
Habranthus mexicanus är en amaryllisväxtart som beskrevs av Thaddeus Monroe Howard. Habranthus mexicanus ingår i släktet Habranthus och familjen amaryllisväxter. Inga underarter finns listade i Catalogue of Life.